# Zagorje ob Savi község
Zagorje ob Savi község  (szlovénül Občina Zagorje ob Savi) 54 települést foglal magába Szlovénia Zasavska statisztikai régiójában. A község területe 147,1 km², és kevéssel több mint 17 ezren lakják, központja Zagorje ob Savi város. Lakosainak száma 16 402 fő (2020. július 1.).

## A község (járás) települései
Blodnik, Borje pri Mlinšah, Borje, Borovak pri Podkumu, Brezje, Breznik, Briše, Dobrljevo, Dolenja vas, Dolgo Brdo pri Mlinšah, Družina, Čemšenik, Čolnišče, Golče, Gorenja vas, Hrastnik pri Trojanah, Izlake, Jablana, Jarše, Jelenk, Jelševica, Jesenovo, Kandrše, Kisovec, Kolk, Kolovrat, Konjšica, Kostrevnica, Kotredež, Log pri Mlinšah, Loke pri Zagorju, Mali Kum, Medija, Mlinše, Mošenik, Orehovica, Osredek, Padež, Podkraj pri Zagorju, Podkum, Podlipovica, Polšina, Potoška vas, Požarje, Prapreče, Ravenska vas, Ravne pri Mlinšah, Razbor pri Čemšeniku, Razpotje, Rodež, Rove, Rovišče, Rtiče, Ržiše, Selo pri Zagorju, Senožeti, Sopota, Šemnik, Šentgotard, Šentlambert, Šklendrovec, Tirna, Vidrga, Vine, Vrh pri Mlinšah, Vrh, Vrhe, Zabava, Zabreznik, Zagorje ob Savi, Zavine, Zgornji Prhovec, Znojile és Žvarulje.

## Népesség
| Lakosok száma | 17 136 | 17 095 | 17 013 | 17 004 | 16 880 | 16 705 | 16 655 | 16 566 | 16 453 | 16 402 |
|               | 2008   | 2009   | 2011   | 2012   | 2013   | 2015   | 2016   | 2017   | 2019   | 2020   |